# Stangenbach (Gurk)
Der Stangenbach ist ein rechter Zufluss der Gurk im österreichischen Bundesland Kärnten.

## Lage
Der Stangenbach entsteht durch den Zusammenfluss von Winklbach und Saureggenbach nahe der Abzweigung der Nockalmstraße von der Turracher Straße. Von dort fließt er nach Süden, bis er bei Ebene Reichenau in die Gurk mündet. Sein Einzugsgebiet liegt in der Gemeinde Reichenau.

## Nebenbäche
Der Stangenbach hat ein Einzugsgebiet von 55,7 Quadratkilometern, seine größten Nebenbäche sind:
| Name          | Mündungsseite      | Mündungsort | Einzugsgebiet in km² |
| ------------- | ------------------ | ----------- | -------------------- |
| Winklbach     | rechter Quellfluss |             | 28,3                 |
| Saureggenbach | linker Quellfluss  |             | 22,0                 |